# جنینگز (فلوریدا)
جنینگز (به انگلیسی: Jennings) شهرکی در شهرستان همیلتون ایالت فلوریدا است که در سال ۱۹۰۰ بنیان‌گذاری شده‌است. این شهرک طبق سرشماری سال ۲۰۱۰ میلادی، ۸۷۸ نفر جمعیت داشته و مساحت آن نیز ۴٫۷ کیلومتر مربع است.